# Nugget Point

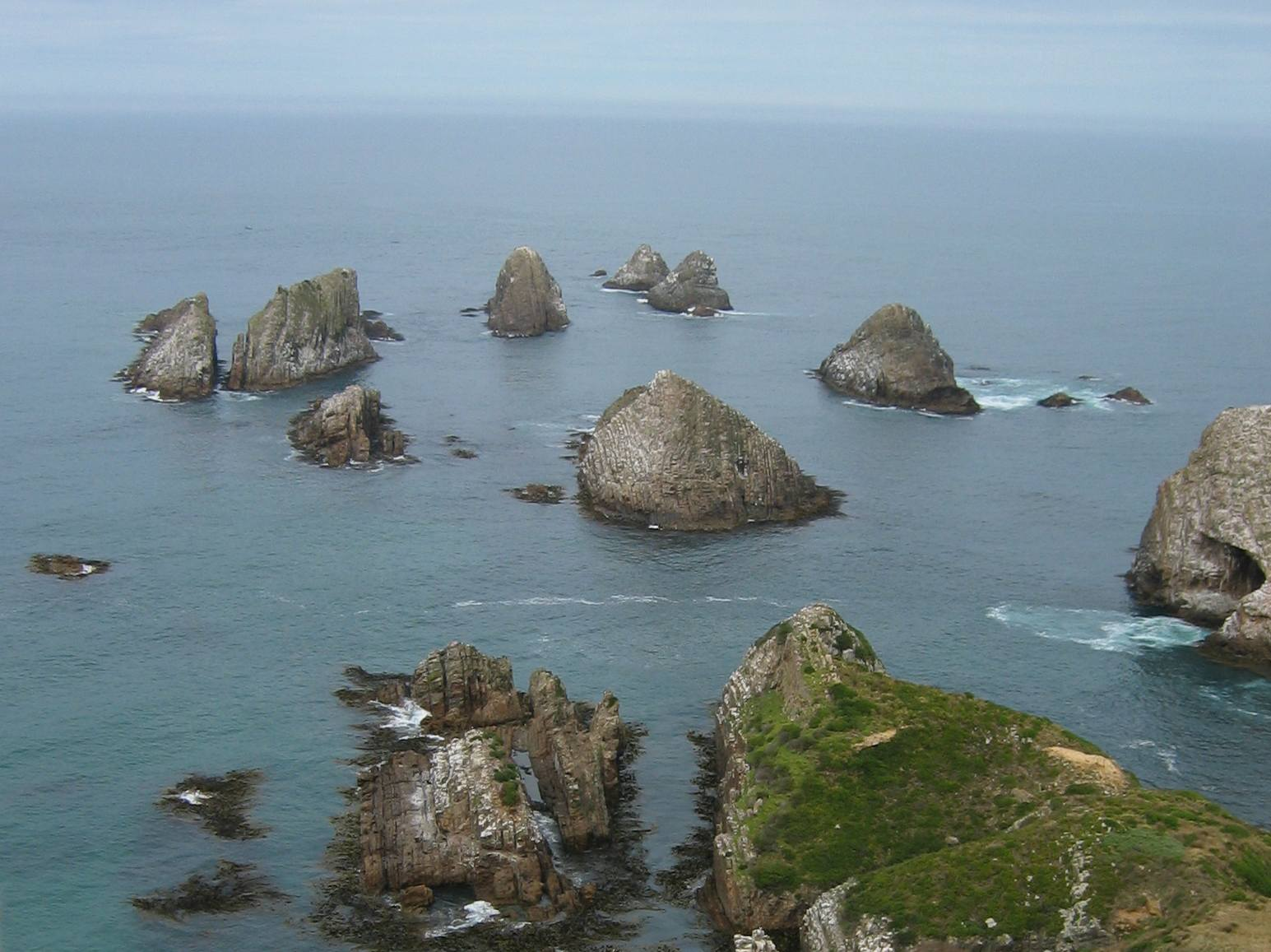
Vista de Nugget Point desde el faro.

Nugget Point es uno de los centros turísticos más característicos de la costa de Otago (Nueva Zelanda ). Se encuentra en el punto más septentrional de The Catlins. Existe un faro que avisa a los buques de la presencia de los pequeños islotes rocosos (de donde viene el nombre del área). El faro se encuentra a 76 m s. n. m. Fue construido entre 1869-70, funcionando actualmente de forma automática.
En el área residen varias especies de aves marinas, entre las que destacan pingüinos. También existe una colonia de focas.